# Mathieu Molitor

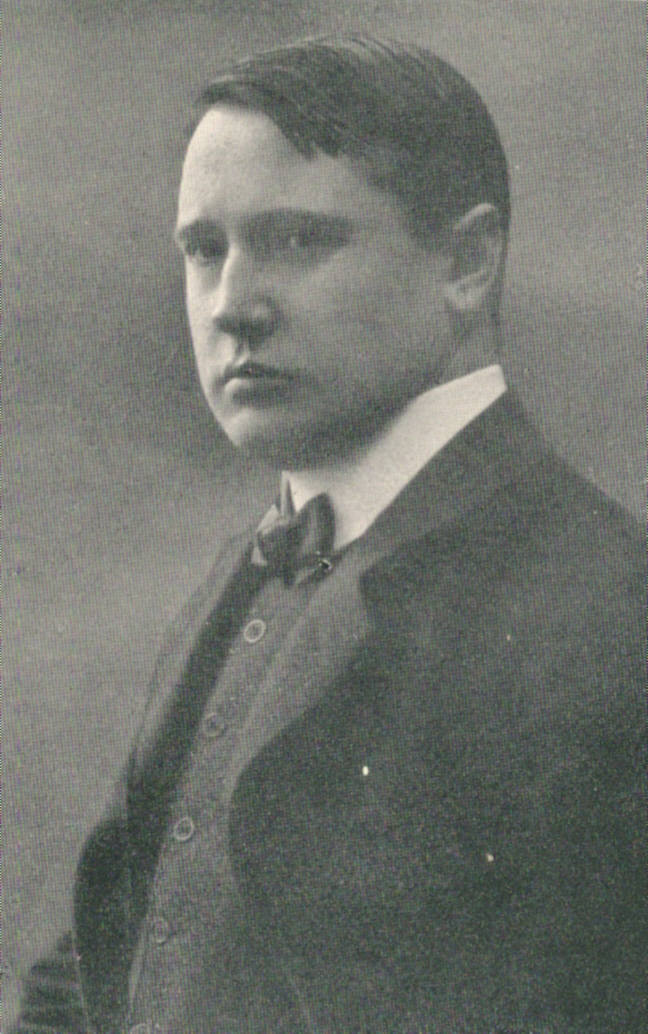
Mathieu Molitor (1911)

Mathieu Molitor (* 23. Mai 1873 in Pickließem, heute im Kreis Bitburg-Prüm, Eifel; † 23. Dezember 1929 in Leipzig) war ein deutscher Künstler des Jugendstils.

## Leben

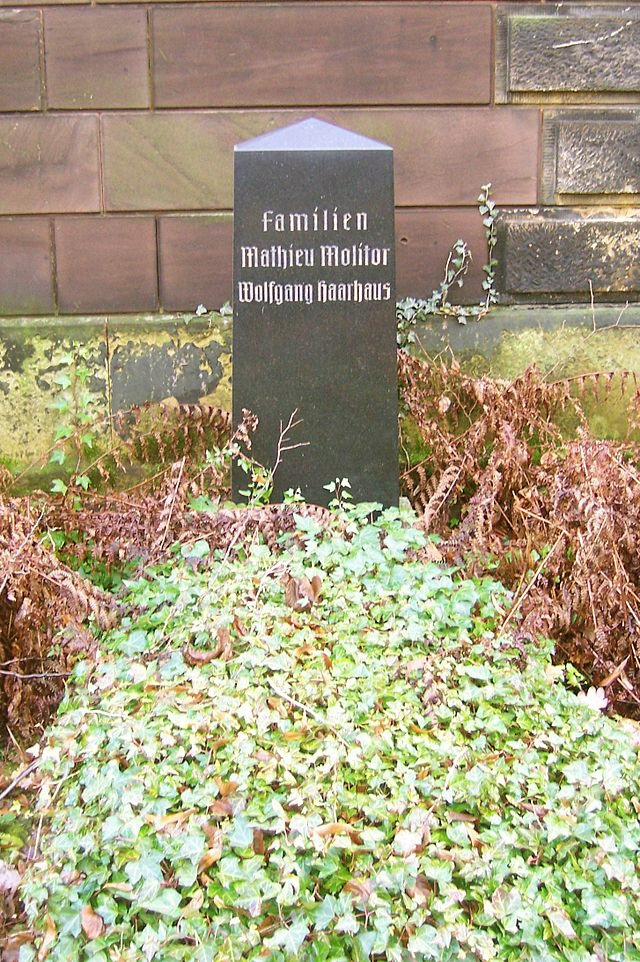
Grabstätte Mathieu Molitor, Friedhof Leipzig-Plagwitz (2012)

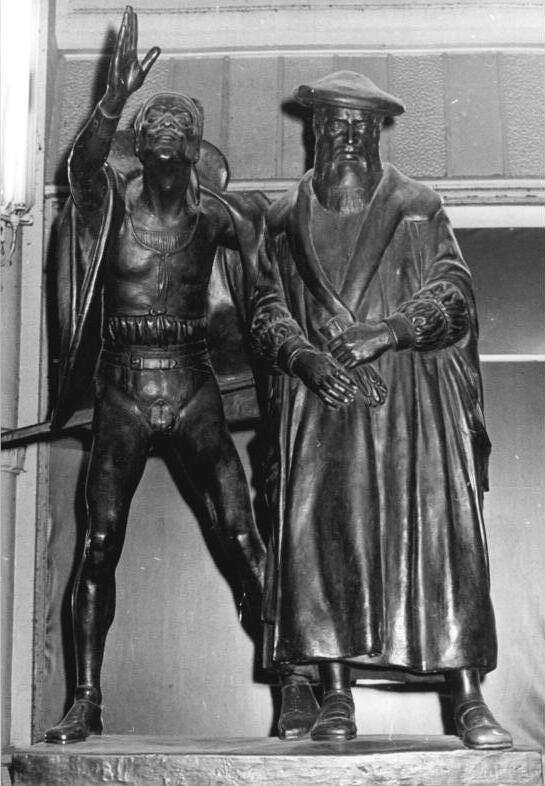
Faust und Mephisto am Eingang zu Auerbachs Keller

Sein Vater war der Schachtmeister Johann Molitor. In der Zeit 1879 bis 1887 erfolgten während des Besuchs der Volksschule zahlreiche Umzüge in Deutschland, Frankreich, Holland, Belgien und Luxemburg.
Von 1887 bis 1889 absolvierte Molitor eine Lehre im Kanal- und Eisenbahnbau. Von 1889 bis 1892 war er Vermessungsgehilfe, Zeichner und Bauschreiber im Tiefbauamt Köln. Anschließend absolvierte er eine Lehre bei dem Dekorationsmaler L. Manza in Köln. 1893 hatte er eine leitende Stellung in einem Kölner Malergeschäft inne. Dort leitete er Gesellen an und es entstanden seine ersten selbstständigen Arbeiten, u. a. erstellte er 12 Deckengemälde für das Cafe Maximilian in Köln. 1894 erfolgte ein Studium an der Großherzoglich-Sächsische Kunstschule Weimar bei Professor Max Thedy. 1898 kam er vermutlich auf Initiative des mit ihm befreundeten Buchhändlers Ludwig Volkmann (Breitkopf & Härtel) nach Leipzig und arbeitete für den Musikverlag Breitkopf & Härtel und den Schulbildverlag F. E. Wachsmuth.
Durch die Heirat am 23. Mai 1902 mit der Malerin Helene Brehmer (1873–1939), Tochter des Prokuristen Hermann Brehmer und Nichte von Hugo Brehmer, fand er Zugang zur höheren Gesellschaft. Mit Helene hatte er einen Sohn und eine Tochter.
1908 wurde Molitor durch den Großherzog Wilhelm Ernst von Sachsen-Weimar-Eisenach zum Professor ernannt. Er unternahm mehrere Studienreisen nach Holland, Italien und Österreich.
Mathieu Molitor war Mitglied im Deutschen Künstlerbund. Er war mit seinen Arbeiten ein sehr vielfältiger Künstler. Sein Werk umspannt Bronzen, Tafelaufsatz, Landschaftsmalerei, Porträts, Radierungen, Plakate und Exlibris. Für das Leipziger Stadtbad schuf er Entwürfe zur Bauplastik. Später zeigen seine Arbeiten Züge des Expressionismus.
Bekannt ist Molitor als Schöpfer der beiden Figurengruppen das Doppelstandbild Mephisto und Faust bzw. verzauberte Studenten am Eingang zum Auerbachs Keller in Leipzig und des 5 m breiten Ölgemälde Osterspaziergang, hierfür hat Molitor für die Figur des Faust Modell gestanden. 1905 schuf er den Gürtelbinder für den Innenhof des Universitätshauptgebäudes in Jena, ein Geschenk der Corps des Jenaer Senioren-Convents. Er beteiligte sich mit Landschaften und Porträts an Ausstellungen des Leipziger Künstlervereins in der Kunsthalle Bremen und der Kunstakademie Weimar.

## Ausstellung
- 2009/2010: Mathieu Molitor. Bildhauer – Maler – Graphiker. im Kreismuseum Bitburg-Prüm und anschließend im Museum der bildenden Künste Leipzig